# نورمان ساندرز
نورمان ساندرز (بالإنجليزية: Norm Sanders)‏ هو مهندس فضاء جوي وعالم بيئة وسياسي أمريكي وأسترالي، ولد في 15 أكتوبر 1932 في كليفلاند في الولايات المتحدة. حزبياً، نشط في الديمقراطيون الأستراليون. وقد انتخب عضو مجلس الشيوخ الأسترالي ‏ عن دائرة Tasmania ‏ (1 يوليو 1985 – 1 مارس 1990) وانتخب عضو مجلس نواب تسمانيا عن دائرة دنيسون ‏ (16 فبراير 1980 – 23 ديسمبر 1982).